# Fuerte de Sacavém

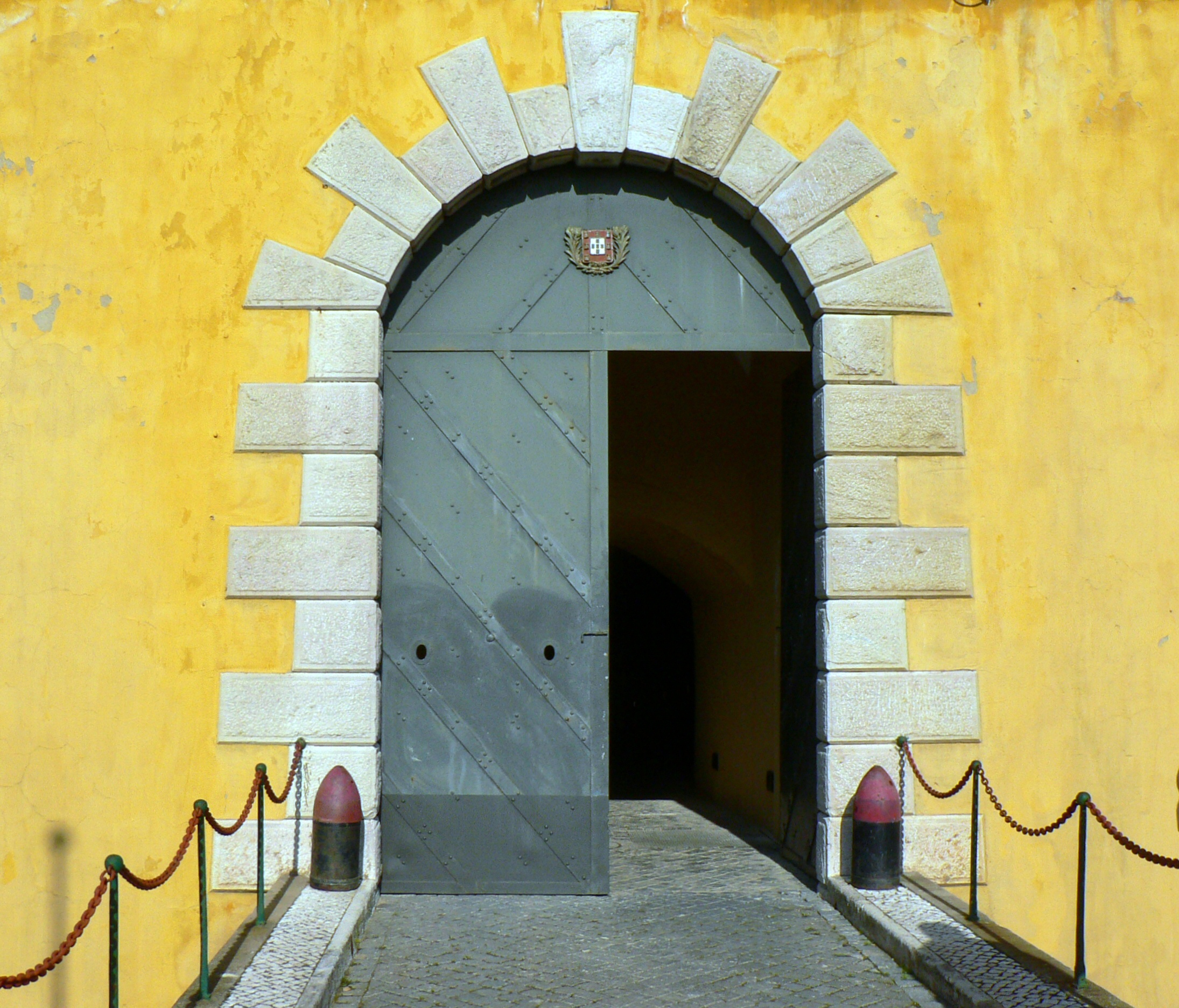
Entrada.

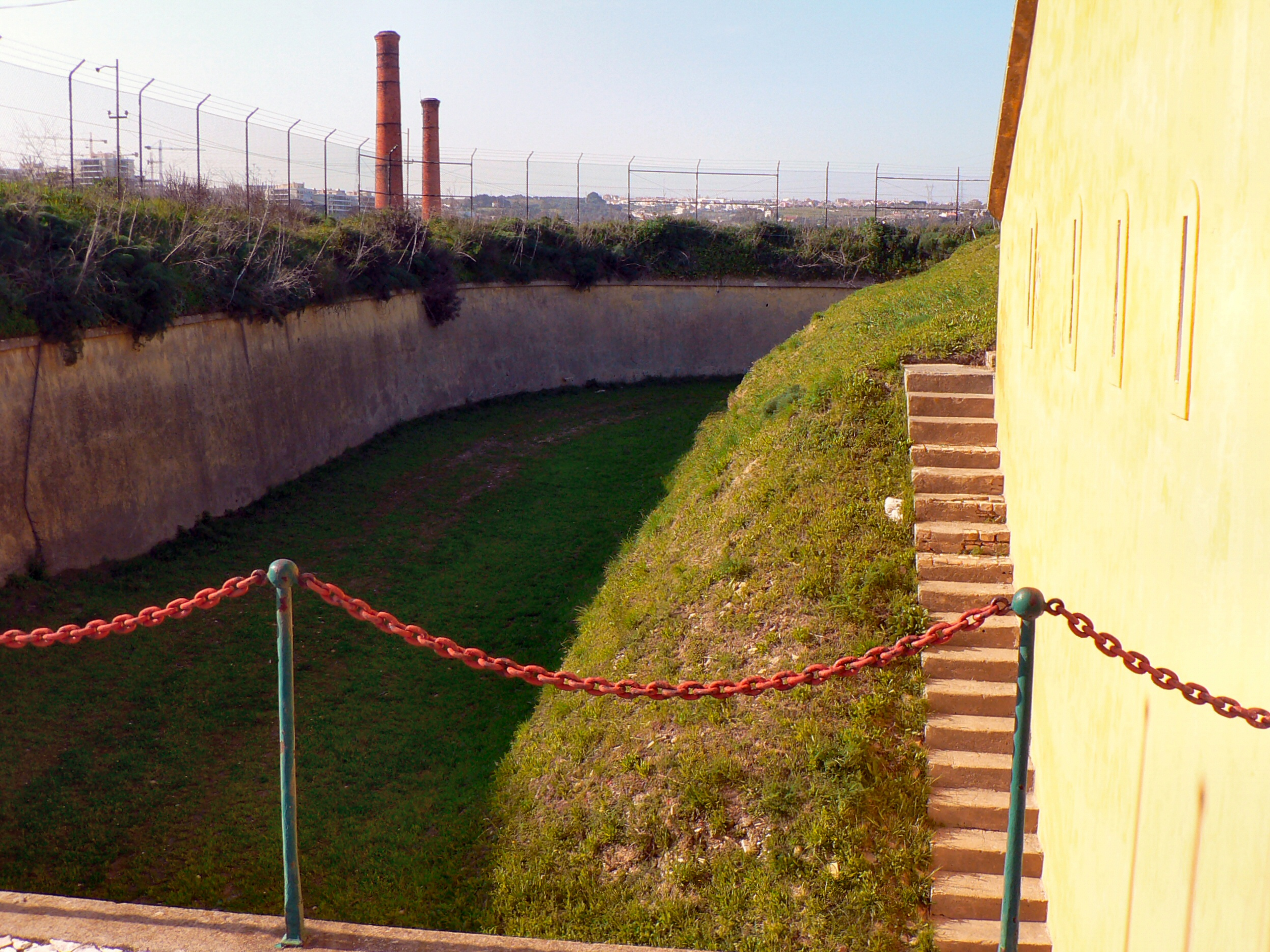
Foso.

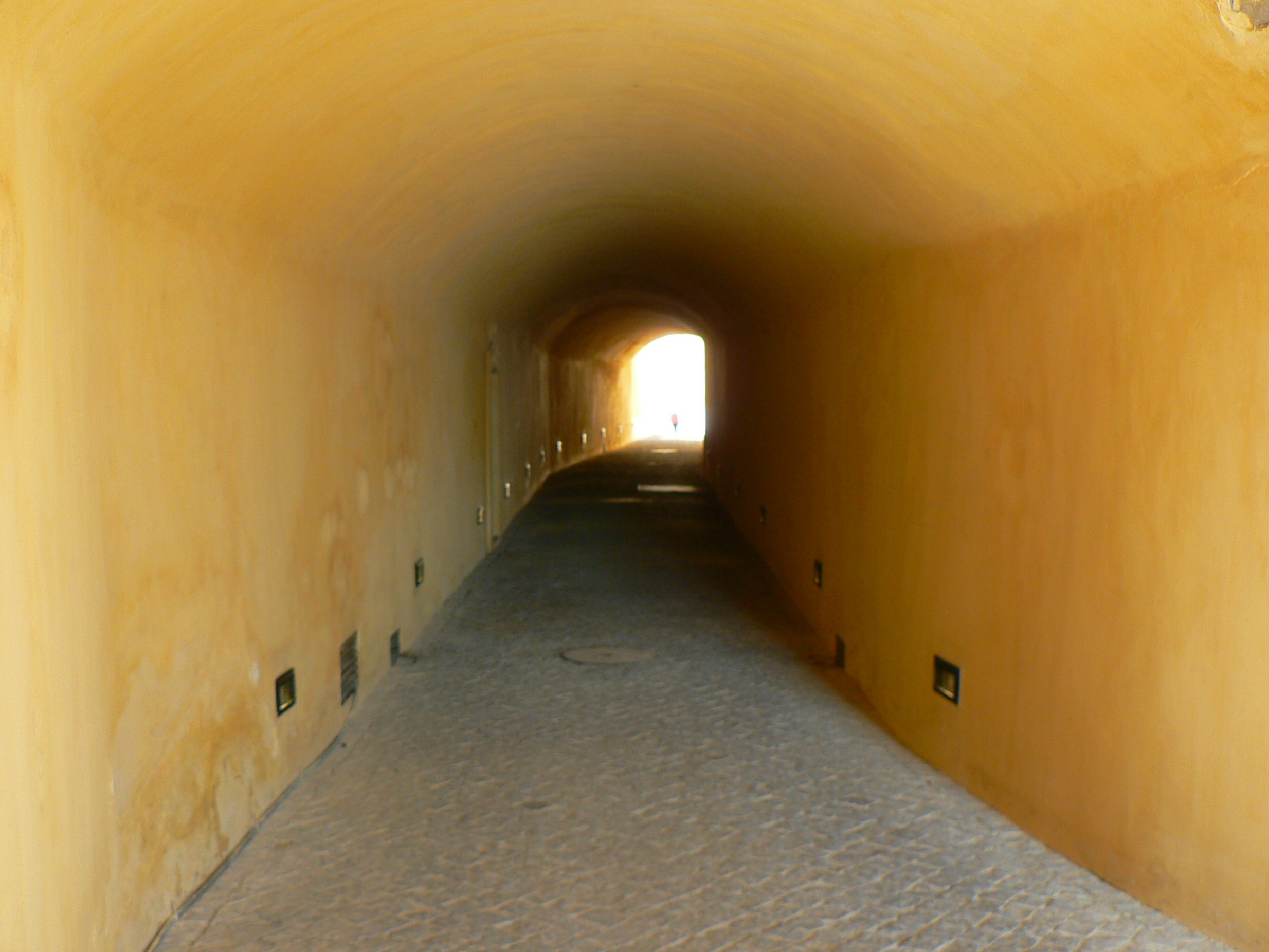
Túnel de acceso.

El Reducto del Monte-Cintra o Monte-Sintra (en portugués Reduto do Monte-Cintra o Monte-Sintra) vulgarmente conocido como Fuerte de Sacavém (Forte de Sacavém) se encuentra en la freguesia de Sacavém, en el concelho de Loures, distrito de Lisboa, en Portugal. 

## Situación
Se encuentra situado en la margen derecha del río Trancão, en el Monte Sintra, de donde toma su nombre. Está a unos 800 metros de la confluencia del Trancão con el Tajo. Su construcción data del siglo XIX en el marco de la fortificación de la ciudad de Lisboa. Se encuentra sobre un morro de 35 metros de altitud, poseyendo una posición estratégica que permite controlar todo el espacio circundante.    
La planta es en forma de un pentágono irregular. Se encuentra rodeado por un foso. Está parcialmente enterrado, lo que dificulta su avistamiento desde altitudes inferiores.
- Datos: Q1438934
- Multimedia: Forte de Sacavém / Q1438934